# Мекке Джамі
Мекке Джамі (крим. Mekke Camii) — мечеть в містечку Курман Автономної Республіки Крим, на вулиці Героя Абдураманова.

## Опис
У центрі мечеті розташований міхраб – ніша в стіні. Тут молиться імам мечеті, який під час намазу має бути попереду інших. Праворуч – мінбар – кафедра в мечеті, з якої імам вимовляє проповідь
На території функціонує медресе (школа) хафізів — зберігачів Корану, а також інтенсивні курси вивчення священного письма для дівчат і жінок.

## Історія
Мечеть у Курмані почали будувати в 90-х роках поруч із місцем компактного проживання кримських татар. Після розпаду СРСР корінні жителі півострова, виселені в травні 1944 року радянською владою, стали масово повертатися на батьківщину. 
Селищну мечеть Мекке Джамі відкрили у 1999 році.
На території мечеті з 2007 року діє Курманська школа хафізів (хранителів Корану, які вчать його напам'ять) при Духовному управлінні мусульман Криму і Севастополя – єдина на півострові.
У квітні 2019 року в мечеті відкрилися інтенсивні курси основ ісламу і читання Корану для жінок і дівчат.